# Robbert Andringa
Robbert Andringa (Assen, 28 de abril de 1990) é um jogador de voleibol neerlandês que atua na posição de ponteiro.

## Carreira

### Clube
Andringa começou sua carreira no voleibol atuando pelo Lycurgus Volleyball, clube de seu país natal, de 2008 a 2013. Em 2013, o atleta se mudou para a Bélgica para representar as cores do Lindemans Aalst, com a qual conquistou a Copa da Bélgica e a Supercopa Belga, ambos em 2015.
Na temporada 2016–17, o neerlandês assinou um contrato com o Stade Poitevin Poitiers, clube da primeira divisão do Campeonato Francês. Na temporada seguinte, transferiu-se para o voleibol polonês para competir pelo Indykpol AZS Olsztyn.
Para a temporada 2023–24, Andringa assina com o italiano Gas Sales Bluenergy Piacenza para disputar a SuperLega.

### Seleção
Junto à seleção adulta neerlandesa, Andriga conquistou o título da Liga Europeia de 2012 após derrotar a seleção turca por 3 sets a 2.

## Títulos
Lindemans Aalst
- Copa da Bélgica: 2014–15
- Supercopa Belga: 2015

## Clubes
| Anos      | Clube                        |
| --------- | ---------------------------- |
| 2008–2013 | Lycurgus Volleyball          |
| 2013–2016 | Lindemans Aalst              |
| 2016–2017 | Stade Poitevin Poitiers      |
| 2017–2023 | Indykpol AZS Olsztyn         |
| 2023–     | Gas Sales Bluenergy Piacenza |